# Sítio arqueológico de São Romão
O Sítio arqueológico de São Romão é uma área onde foram encontrados vários vestígios da época romana e medieval, situada nas imediações da vila de Alvito, na região do Alentejo, em Portugal.

## Descrição e história
O sítio arqueológico situa-se em parte da Estrada de São Romão, que se inicia num cruzamento com a estrada municipal de Alvito a Albergaria dos Fusos, e termina na Capela de Santa Luzia. No local foram encontrados diversos muros e sepulturas infantis, alguns deles com cobertura e estrutura em opus signinum, o que pode indicar a presença de uma basílica paleocristã. Com efeito, apresentam uma configuração e cobertura comuns das sepulturas paleocristãs, sendo semelhantes aos exemplos encontrados em Mértola e na villa romana de Monte da Cegonha, no concelho da Vidigueira. Outros vestígios encontrados nesta área, e que podem estar relacionados com a basílica, incluem um ábaco de grandes dimensões, e uma possível cancela de um iconóstase. Esta também poderá ser a origem de uma pedra com inscrição funerária, que foi colocada no Arco de São Roque, monumento que já desapareceu. Esta inscrição referia-se a uma pessoa chamada de Taumasius, Taumasto ou Taumastus, tendo sido datada de meados do século IV, enquanto que uma outra teoria aponta para o ano de 562 d.C.. Porém, esta inscrição foi estudada por vários investigadores, como Fernando de Almeida e José d'Encarnação, tendo avançado a teoria de que seria uma falsificação do período renascentista, talvez de André de Resende, devido ao seu conteúdo e paleografia.
Grande parte destes achados foram feitos durante o acompanhamento arqueológico das obras de pavimentação na Estrada de São Romão, que se iniciaram em 12 de Janeiro de 2011. As sondagens foram dirigidas pela arqueóloga Lina Sousa Maltez, com consultadoria científica de Jorge Feio, enquanto que as inumações foram coordenadas pela bióloga e antropóloga Lurdes Rebocho.
O investigador Jorge Feio, na sua tese de mestrado e na elaboração da Carta Arqueológica de Alvito, defendeu a existência de um povoado primitivo nesta zona, habitado entre os finais do século I a.C. e meados do século XIII, quando o foco de povoamento mudou para a área onde se situa o centro histórico de Alvito. Sustentou esta teoria com a presença de uma grande área de concentração de materiais à superfície, com cerca de 14 a 15 ha, semelhante à de Conímbriga. Por este motivo, avançou-se a hipótese de ter existido na área de Alvito a cidade de Mirietanorum, cuja presença foi comprovada por uma inscrição funerária em Vila Nova da Baronia.
Com efeito, nas imediações foram encontradas várias áreas com vestígios romanos, incluindo dois possíveis casais rústicos nas áreas de Mesas e de Alcântara ou Carrasca, enquanto que na zona do Barranco de Manuel Velho foram encontrados dois núcleos de dispersão de materiais como ânforas e outras peças de cerâmica, tégulas e Ímbrices. No sítio de Ferrarias, a nascente da Ermida de Santa Luzia, regista-se a descoberta de fragmentos de cerâmica, incluindo um peso de tear, destacando-se a presença de um bojo de talha com um inscrição do período medieval cristão. Mais a Sul, no Cabeço do Mato, foi encontrado outro conjunto de materiais de construção romanos.
Na área de Miradouro ou Alvarenga, perto da estrada entre Alvito e Água de Peixes, foi encontrado outro conjunto de materiais dispersos, podendo ter estado aqui localizada uma villa romana, que estaria situada nos arredores do povoado principal, em São Romão ou Alvito.